# فخر الدين المارديني
فخر الدين المارديني (512 - 594 هـ / 1118 - 1198 م) هو عالم و طبيب.
هو هو فخر الدين أبو عبد الله محمد بن عبد السلام بن عبد الرحمن بن عبد الساتر الأنصاري المارديني. ولد ونشأ في ماردين وانتقل بعدها إلى دمشق ثم حلب ، فحظي عند واليها الظاهر غازي. استقر في ماردين وتوفي بآمد. من آثاره «شرح قصيدة ابن سينا».